# Gigi Monticone
Gigi Monticone (Mongardino, 31 marzo 1925 – Genova, 14 gennaio 1973) è stato un giornalista, scrittore e partigiano italiano.

## Biografia
Per vent'anni fu segretario comunale in vari paesi dell'astigiano e durante la seconda guerra mondiale entrò a far parte delle milizie partigiane. Fu consigliere comunale ad Asti alla fine degli anni sessanta, fondatore e redattore capo fino al 1965 del settimanale astigiano Asti sabato e collaboratore della Gazzetta del Popolo.
Nel 1961 vinse la prima edizione del Premio Asti di giornalismo con l'articolo La cavalcata di Aleramo.
Era un amante della scrittura di Cesare Pavese ed un suo articolo sullo scrittore santostefanese, gli valse una speciale menzione della giuria nel 1963 al Premio Canelli-Cesare Pavese.
Nel 1965 con lo pseudonimo Giacomo Crosta, nome del protagonista del suo libro più famoso, e senza rivelare la propria identità, vinse, con il racconto Il bastardo e la poesia A Cesare Pavese, il Premio Langa d'Oggi a Canelli.
Dal 1966 al 1972 fu nominato vice segretario generale al comune di Sanremo e lasciò la terra astigiana alla quale fu sempre legato:
Il 10 maggio 1980 il comune di Asti gli ha dedicato un convegno sul tema “Letteratura e mondo contadino - Uno scrittore della terra astigiana, Gigi Monticone”.

## Opere letterarie
- Stella, un omaggio a un amico partigiano (Asti, 1950);
- Storia di Mombercelli (1958)
- Noi siamo le colonne (prima pubblicazione: Firenze, 1959; poi nel 1968, 1976 e 2001)
- La vigna (Asti, 1965; riedito nel 1998)
- Quando uno se ne va, in collaborazione con Sandro Grappiolo (Asti, 1968).

### La vigna
Il romanzo è ambientato sulla collina astigiana, tra la gente contadina abituata alla fatica, con la pelle consumata dal sole, testimone di drammi, tragedie e miseria. Giacomo Crosta, contadino, figlio di contadini, divenuto studente sotto la guida del parroco, frequenta il liceo ad Asti, viene mandato in Russia durante la seconda guerra mondiale e diventa poi partigiano: